# The Drunkard's Child
The Drunkard's Child ("Il figlio dell'ubriacone") è un cortometraggio muto del 1909.
È uno dei primissimi film americani ad affrontare il tema dell'abuso dei bambini in famiglia, in questo caso per mano del padre alcolizzato. Non si conoscono i nomi del regista, dell'attore bambino protagonista, né degli altri interpreti.

## Trama
Un anziano signore facoltoso perde il portafoglio per strada, ma un povero ragazzino zoppo che vende i giornali lì vicino glielo restituisce. Colpito dall'onestà del bambino, l'uomo si prende cura di lui, gli compra da mangiare e gli dona una giacchetta nuova. Dopo che il piccolo resta orfano di madre, lo prende con sé nella propria casa. Il vero padre del bambino, un ubriacone violento, cerca dapprima di opporsi e quindi di approfittarsi della situazione, introducendosi nella casa dove si trova il figlio per una rapina. Ma viene scoperto proprio dal ragazzo e finisce ucciso nella colluttazione con le forze dell'ordine. Il bambino viene ufficialmente adottato nella nuova famiglia.

## Produzione
Il film fu prodotto dalla Lubin Manufacturing Company.

## Distribuzione
Distribuito dalla Lubin Manufacturing Company, il film - un cortometraggi di 7 minuti - uscì nelle sale cinematografiche statunitensi il 9 agosto 1909. Nelle proiezioni, veniva programmato con il sistema dello split reel, accorpato in un'unica bobina con un altro cortometraggio prodotto dalla Lubin, la commedia The Newest Woman.
Copia della pellicola viene conservata negli archivi dalla Library of Congress ed è stata distribuita in VHS dalla Nostalgia Family Video.